# Лисенко Ростислав Ігорович
Ростислав Ігорович Лисенко (нар. 22 серпня 1966, Стаханов, Луганська область, УРСР) — український футболіст, нападник та півзахисник, український тренер.

## Кар'єра гравця
Вихованець стахановської ДЮСШ. Дорослу футбольну кар'єру розпочав в маловідомих аматорських клубах. З 1991 по 1993 рік виступав за «Вагонобудівник» (Стаханов) у Другій нижчій лізі СРСР та Другій лізі України. Також виступав за «Вагонобудівник-2» (Стаханов) у чемпіонаті Луганської області. З 1993 по 1994 рік захищав кольори «Гірника» (Брянка) в чемпіонаті Луганської області та аматорському чемпіонаті України. У сезоні 1994/95 років провів 3 поєдинки за футзальний клуб «Уніспорт-Будстар» (Київ). Також у другій половині сезону 1994/95 років виступав в аматорському чемпіонаті України за «Схід» (Славутич). З 1996 по 1997 рік захищав кольори «Динамо» (Стаханов) у чемпіонаті Луганської області.

## Кар'єра тренера
По завершенні кар'єри гравця розпочав кар'єру тренера. У 1994 році вступив до Вищої школи тренерів, після чого отримав кваліфікацію вищої категорії. З 1994 по 1996 роки вперше працював з гравцями юнацької збірної України 1979 року. Потім майже чотири роки був тренером місцевого «Шахтаря» Стаханова. Під його керівництвом «Шахтар» (Стаханов) завжди вигравав медалі чемпіонату Луганської області, а в сезоні 1998/99 років виступав у другій лізі. У березні 2003 року призначений тренером російського клубу «Балтика-2» (Калінінград), а рік по тому став виконавчим директором калінінградського клубу «Балтика-Тарко», який виступає в другому російському дивізіоні. У січні 2004 року отримав тренерську ліцензію категорії А. З квітня по вересень 2005 року працював старшим тренером у футбольній секції ДЮСШ міста Стаханов. 27 вересня 2005 року запрошений до харківського «Геліоса» на посаду головного тренера клубу, а 29 листопада 2005 року затверджений на вище вказаній посаді. 13 червня 2006 року звільнений з посади тренера. Потім тренував молодіжну команду «Зорю» (Луганськ). 7 квітня 2007 року обійняв посаду головного тренера сімферопольського «ІгроСервіса». 28 серпня 2007 року після нульової нічиї з місцевим суперником «Фенікс-Іллічовець» (Калініне) пішов у відставку. Потім тренував ФК «Стаханов».